# Isochromodes obfuscata
Isochromodes obfuscata là một loài bướm đêm trong họ Geometridae.